# Las nuevas aventuras de Tarzán
Las nuevas aventuras de Tarzán es una película estadounidense dirigida por Edward Kull. Fue protagonizada por Bruce Bennett —nombre artístico del atleta olímpico estadounidense Herman Brix En esta historia, Tarzán llega a Guatemala para rescatar a su amigo, el francés D'Arnot, quien se accidentó allí en su pequeño avión y fue secuestrado por adoradores de la Diosa Verde.

## Argumento
El francés D’Arnot —quien había rescatado a Tarzán de la custodia de los monos y lo había restituido en Inglaterra como Lord Greystoke—, se accidenta con su avioneta en selvas guatemaltecas y es hecho prisionero por una tribu de adoradores de la Diosa Verde, que era un ídolo relleno de joyas y con la fórmula de un explosivo capaz de aniquilar el planeta. Al enterarse de la noticia, Tarzán (Bruce Bennett), quien está en África, se une a una expedición que busca la Diosa Verde y viajan por barco hasta Guatemala.
El barco atraca en Puerto Barrios y los expedicionarios se dirigen al poblado indígena de Chichicastenango para encontrarse con el Padre Muller y obtener el mapa que los lleve al templo de la Diosa Verde, pero alguien se les adelanta y lo roba. Deciden partir sin el mapa y dirigirse hacia Río Dulce para finalmente ingresar en la densa selva para encontrar a los adoradores de la Diosa Verde.  Tarzán logra seguir el rastro del ladrón del mapa y encuentra el templo de la Diosa Verde, que está en las ruinas de una antigua ciudad española construida sobre los restos de una ciudad maya; Tarzán y todos los exploradores son capturados, pero se salvan de ser sacrificados cuando el ladrón del mapa se roba también el ídolo de la Diosa y los nativos salen a perseguirlo. Tarzán encuentra a D'Arnot entre los nativos, y logra aprehender al malhechores que se habían infiltrado entre los exploradores, luego de que uno de los exploradores utiliza una ametralladora hechiza para matar y espantar a los nativos.
Tras asegurar del ídolo, se dirigen nuevamente a la costa atlántica, pasando por la ciudad maya de Quiriguá y terminando sus aventuras en un poblado de la costa, de nombre At Mantique, que cuenta con buen hotel, marimba y suntuosas instalaciones.  La expedición parte de regreso a Europa y Tarzán regresa a su vida selvática en África.

## Rodaje
En los primeros fotogramas de la película se hace un reconocimiento al personal que trabajó en la filmación y se indica que las condiciones fueron sumamente adversas, al punto que muchos de ellos se enfermaron y el sonido fue muy pobre por las condiciones climatológicas; posteriormente, en 1992, el escritor D. Peter Ogden —biógrafo de Edgar Rice Burroughs— viajó a Guatemala para visitar los lugares en los que se rodó Las nuevas aventuras de Tarzán. A juicio de Ogden los productores y actores tuvieron que enfrentar numerosas dificultades para movilizarse por las carreteras del país en 1935, pues todavía era muy difícil hacerlo en 1992; siguiendo el itinerario presentado en la película, desembarcó en Puerto San José, —aunque no llevaba el camión con cuatro toneladas de equipos fílmico y de sonido—, para luego ir a Chichicastenango —que sirvió como el poblado indígena a donde llegan los expedicionarios antes de internarse en la selva—, después a la costa del norte —Puerto Barrios, Livingston, Río Dulce, de ahí a las selvas peteneras en el norte, para regresar a Quiriguá en Izabal.
Ahora bien, la mayoría lugares fueron visitados por los cineastas utilizando la línea férrea de la compañía estadounidense International Railways of Central America —IRCA— en 1935, servicio que en 1992, el ferrocarril ya estaba descontinuado y el transporte se hacía por carretera exclusivamente, llevando a Ogden a la conclusión errada de las dificultades de los productores.  En 1935 —durante el gobierno del general Jorge Ubico Castañeda—, el ferrocarril estaba en su apogeo y era controlado por la empresa estadounidense —subsidiaria de la United Fruit Company, empresa multinacional estadounidense y principal apoyo del gobierno guatemalteco— y tenía una estación principal en Puerto San José, otra en Ciudad de Guatemala y otra en Puerto Barrios, lo que permitió a los cineastas transportar todo su equipo cómodamente a la mayoría de las diferentes ubicaciones en donde filmaron.  Las únicas locaciones con difícil acceso fueron Chichicastenango y la selva petenera, pues no había servicio ferroviario hacia esos lugares y los caminos eran de terracería, aunque se podían acceder por vía aérea.  De hecho, era común que la empresa ferrocarrilera ofreciera paquetes para que turistas visitaran las plantaciones de esa compañía frutera en Izabal y la ciudad maya de Quiriguá —la cual se encontraba dentro de las propiedades de la compañía— y que ofreciera a sus pasajeros la opción de navegar cómodamente por el Río Dulce y el Lago de Izabal hasta la ciudad de Livingston en uno de sus vapores; A continuación se muestran algunas fotografías de una excursión organizada por la Academia de Geografía e Historia de Guatemala y patrocinada por la IRCA en 1927, que muestra las comodidades que existían para los visitantes de esas regiones:

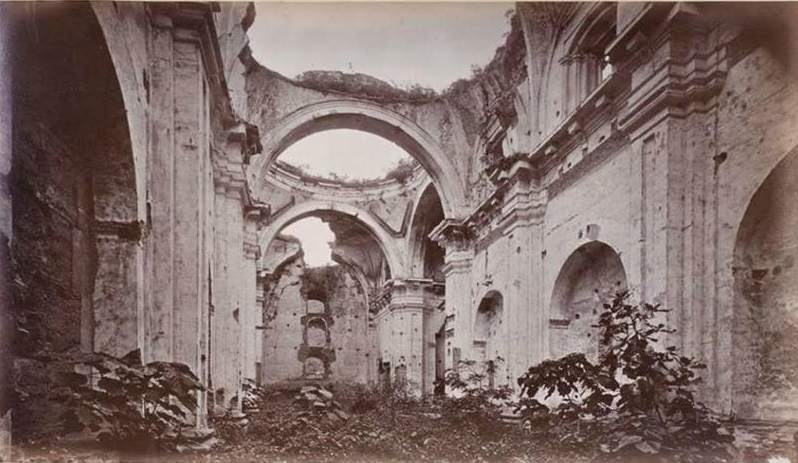
Ruinas de la iglesia de San Francisco en 1875; así lucía el interior de la iglesia cuando se rodó allí la película Las nuevas aventuras de Tarzán en 1935. Fotografía de Eadweard Muybridge.

Los lugares en donde se filmó fueron:
- Chichicastenango: escenas de la aldea indígena en donde los exploradores se reúnen con el Padre Muller buscando el mapa antes de salir hacia Río Dulce.  Se aprecia la iglesia y el puente de Gucumatz.[1]
- Antigua Guatemala: templo de la Diosa Verde; en 1935 la Iglesia de San Francisco estaba en ruinas —ya que fue reconstruida hasta en 1967— y fue utilizada para las escenas en que los expedicionarios son capturados por los adoradores de la Diosa Verde en las ruinas de una «antigua ciudad española construida sobre los restos de una antigua ciudad maya» y están a punto de ser sacrificados.[6]
- Río Dulce: navegación en piraguas por el río y escena en que Tarzán escapa de varios cocodrilos que le persiguen
- Puerto Barrios: arribo de los exploradores y partida hacia Europa
- selva petenera: escenas de jungla
- Quiriguá: ciudad en ruinas en donde explican a los exploradores los orígenes de la cultura Maya.
- Ciudad de Guatemala: el entonces lujoso hotel Palace fue el escenario de las escenas del hotel del imaginario poblado de At Mantique[1]

## Reparto
- Bruce Bennett: Tarzán